# Acido metilmalonico
L'acido metilmalonico è un composto chimico del gruppo degli acidi dicarbossilici. È costituito dalla struttura di base dell'acido malonico e contiene anche un gruppo metile. I sali dell'acido metilmalonico sono chiamati metilmalonati. 

## Metabolismo

Via del metabolismo del propionato con acido metilmalonico come sottoprodotto

L'acido metilmalonico è un sottoprodotto della via del metabolismo del propionato. Le fonti di partenza sono le seguenti, con i rispettivi contributi approssimativi al metabolismo del propionato nel corpo intero tra parentesi:
- amminoacidi essenziali: metionina, valina, treonina e isoleucina[3] (~ 50%)[2]
- acidi grassi a catena dispari[3] (~ 30%)[2]
- acido propionico da fermentazione batterica[3] (~ 20%)[2]
- catena laterale del colesterolo[3]
- timina[4]

Il derivato del propionato, propionil-CoA, viene convertito in D-metilmalonil-CoA dalla propionil-CoA carbossilasi e quindi convertito in L-metilmalonil-CoA dalla metilmalonil-CoA epimerasi. L'ingresso nel ciclo di Krebs avviene attraverso la conversione di L-metilmalonil-CoA in succinil-CoA da parte della L-metilmalonil-CoA mutasi, per la quale è necessaria la vitamina B12 sotto forma di adenosilcobalamina come coenzima. Questa via di degradazione da propionil-CoA a succinil-CoA rappresenta una delle più importanti vie anaplerotiche del ciclo di Krebs. L'acido metilmalonico si forma come sottoprodotto di questa via metabolica quando il D-metilmalonil-CoA viene scisso in acido metilmalonico e CoA dalla D-metilmalonil-CoA idrolasi. L'enzima acil-CoA sintetasi membro della famiglia 3 (acyl-CoA synthetase family member 3, ACSF3) è a sua volta responsabile della conversione dell'acido metilmalonico e del CoA in metilmalonil-CoA.

## Rilevanza clinica

### Carenza di vitamina B12
Un aumento dei livelli di acido metilmalonico può indicare una carenza di vitamina B12. Tuttavia, il test è sensibile (i soggetti con carenza risultano quasi sempre positivi) ma non specifico (i soggetti che non presentano carenza di vitamina B12 possono rilevare livelli elevati di acido metilmalonico). L'acido metilmalonico è elevato nel 90-98% dei pazienti con carenza di B12. La specificità è inferiore, poiché il 20-25% dei pazienti di età superiore ai 70 anni presenta livelli elevati di acido metilmalonico, ma il 25-33% di essi non ha una carenza di B12. Per questo motivo, il test dell'acido metilmalonico non è raccomandato di routine negli anziani.

### Malattie metaboliche
Livelli elevati di acido metilmalonico possono anche essere causati da acidemie metilmaloniche.
Se livelli elevati di acido metilmalonico sono accompagnati da livelli elevati di acido malonico, ciò può indicare il disturbo metabolico dell'aciduria combinata malonica e metilmalonica (combined malonic and methylmalonic aciduria, CMAMMA). Calcolando il rapporto tra acido malonico e acido metilmalonico nel plasma sanguigno, la CMAMMA può essere distinta dalla classica acidemia metilmalonica.

### Cancro
Inoltre, l'accumulo di acido metilmalonico nel sangue con l'età è stato collegato alla progressione dei tumori nel 2020.

### Sovracrescita batterica nell'intestino tenue
Anche la crescita batterica nell'intestino tenue può portare a livelli elevati di acido metilmalonico a causa della competizione dei batteri nel processo di assorbimento della vitamina B12. Questo è vero per la vitamina B12 proveniente dagli alimenti e dall'integrazione orale e può essere aggirato con iniezioni di vitamina B12. Si ipotizza inoltre, sulla base di casi di pazienti con sindrome dell'intestino corto, che la sovracrescita batterica intestinale porti a un aumento della produzione di acido propionico, che è un precursore dell'acido metilmalonico. È stato dimostrato che in questi casi i livelli di acido metilmalonico sono tornati alla normalità con la somministrazione di metronidazolo.

## Misurazione
Le concentrazioni di acido metilmalonico nel sangue vengono misurate mediante spettrometria di massa gascromatografica o cromatografia liquida-spettrometria di massa (LC-MS) e i valori di acido metilmalonico attesi nelle persone sane sono compresi tra 73 e 271 nmol/L.